# إريثريت
الإريثريت معدن من معادن الزرنيخات وتتبع بلوراته النظام البلّوري أحادي الميل، ويتفاوت لونها بين الزهري إلى الأحمر الوردي. يتركب كيميائياً من زرنيخات الكوبالت الثنائي المميهة Co3(AsO4)2؛ ويعرف هذا المعدن أيضاً باسم أحمر الكوبالت.
وصف هذا المعدن أول مرة سنة 1832 عند العثور عليه في موقع للتعدين بالقرب من شنيبرغ في ولاية ساكسونيا الألمانية؛ ويشتق اسمه من اللفظ الإغريقي έρυθρος (إريثروس) بمعنى اللون الأحمر.